# Cardamine multiflora
Cardamine multiflora är en korsblommig växtart som beskrevs av Tai Yien Cheo och Rhui Cheng Fang. Cardamine multiflora ingår i släktet bräsmor, och familjen korsblommiga växter. Inga underarter finns listade i Catalogue of Life.